# Yugoslavia en los Juegos Olímpicos de Roma 1960
Yugoslavia estuvo representada en los Juegos Olímpicos de Roma 1960 por un total de 116 deportistas que compitieron en 14 deportes.  
El portador de la bandera en la ceremonia de apertura fue el jugador de baloncesto Radovan Radović.

## Medallistas
El equipo olímpico yugoslavo obtuvo las siguientes medallas:
| Nombre               | Deporte            | Competición |
| -------------------- | ------------------ | ----------- |
| Oro                  |                    |             |
| Equipo               | Fútbol             | Torneo M    |
| Plata                |                    |             |
| Branislav Martinović | Lucha grecorromana | 67 kg M     |
| Bronce               |                    |             |
| —                    |                    |             |